# Cosmik Debris
"Cosmik Debris" es una canción del compositor americano Frank Zappa, de su álbum Apostrophe, de 1974.
Se refiere al Hombre Misterioso, un típico gurú o psíquico, que ofrece ayudar al narrador a llegar al Nirvanna por un "cargo del servicio nominal", y la negativa del narrador a adquirirlos: "Mira, hermano, con quién estás ¿Qué escombros? Cuando el Hombre Misterioso se vuelve agresivo, Zappa como el narrador, cuenta cómo arrebató la bola de cristal, hipnotizó al Hombre Misterioso, robó sus cosas y voló su mente.
La canción fue popular en el programa de Dr. Demento Show en la década de 1970, y en los conciertos de Zappa, con solos de guitarra memorables, también con George Duke en el teclado y Napoleón Murphy Brock en el saxo. La canción fue presentada en la gira Dweezil Zappa Plays Zappa a finales de 2010, donde a través de la magia del vídeo y la edición (de los shows de la década de 1970), Frank Zappa en una gran pantalla de video cantó y tocó un solo de guitarra mientras la banda ZPZ servía de respaldo en vivo. Esta canción era también la cara B del sencillo "Don't Eat the Yellow Snow."

## Conexiones con anteriores canciones de Zappa
Las referencias de canciones anteriores son frecuentes en muchas de las canciones de Frank Zappa. Cosmik Debris" tiene "Now is that a real poncho or is that a Sears poncho?" que es una referencia a la canción "Camarillo Brillo" del álbum anterior "Over-Nite Sensation". "dust of The Grand Wazoo" también es mencionado y se refiere al álbum publicado por Zappa en 1972.

## Lista de canciones
Single 7"
A."Cosmik Debris" - 4:10 
B."Uncle Remus" - 2:49